# چاک ئی. وایس
چاک ئی. وایس (انگلیسی: Chuck E. Weiss؛ زادهٔ ۱ ژانویه ۲۰۰۰) یک نوازنده، و خواننده اهل ایالات متحده آمریکا است.